# Heliconius nocturna
Heliconius nocturna är en fjärilsart som beskrevs av Riffarth 1900. Heliconius nocturna ingår i släktet Heliconius och familjen praktfjärilar. Inga underarter finns listade i Catalogue of Life.